# Constantino Constantinovich da Rússia (1891-1918)
Constantino Constantinovich da Rússia, (em russo:Константин Константинович), (1 de Janeiro de 1891 - 18 de julho de 1918) foi o quarto filho do grão-duque Constantino Constantinovich da Rússia e da sua esposa, a princesa Isabel de Saxe-Altemburgo.

## Biografia
O príncipe era uma pessoa silenciosa e tímida que gostava de teatro e foi educado na "Corps des Peges", uma prestigiada academia militar em São Petersburgo. Serviu no Exército Russo durante a Primeira Guerra Mundial. Um padre que o conheceu na frente de combate escreveu:
| “ | Era um oficial extremamente modesto da Guarda do Regimento de Ismailovsky que era adorado pelos seus colegas e soldados. Entre eles era um soldado corajoso que se distinguia dos demais. Pessoalmente lembro-me de o ver nas trincheiras entre os soldados, arriscando a sua vida. | ” |

Depois de assistir à felicidade dos seus dois irmãos mais velhos, João e Tatiana, Constantino também começou a fazer planos para começar a sua própria família. Gostava da filha mais velha do czar Nicolau II, Olga Nikolaevna, mas também estava interessado na princesa Isabel da Roménia. A avó de Isabel, antiga grã-duquesa Maria Alexandrovna da Rússia, escreveu à sua filha, a princesa Maria da Roménia em 1911, dizendo, "O jovem Kostia (Constantino) está petrificado de terror com a perspectiva de que ela (Isabel) seja conquistada antes de ele avançar. O jovem parece realmente muito simpático, gostam muito dele no regimento que lhe pertence e os irmãos foram todos bem criados. Este é cheio de vida… se não tiveres nada contra ele passar por lá para fazer uma visita, envias-me um telegrama?" Contudo o pedido foi negado por razões políticas, uma vez que o irmão de Constantino, o príncipe João, era casado com a princesa Helena da Sérvia, país inimigo da Roménia. Constantino nunca chegou a realizar o seu desejo de se casar e constituir família.
Em março de 1918, Constantino foi exilado para os montes Urais pelos bolcheviques e assassinado numa mina perto de Alapayevsk, juntamente com os seus irmãos João e Igor, os seus primos Vladimir Pavlovich Paley, o grão-duque Sérgio Mikhailovich da Rússia e a grã-duquesa Isabel Feodorovna da Rússia. O seu corpo foi, eventualmente, recuperado e enterrado num cemitério ortodoxo em Pequim, que foi destruído mais tarde para ser construído um parque no local.

## Canonização
Em 1981, o príncipe Constantino Constantinovich foi canonizado como Neomártir pela Igreja Ortodoxa Russa no Exterior. Em 2000, depois de várias discussões dentro da Igreja Ortodoxa Russa, foi declarado Mártir da Opressão da União Soviética.

## Genealogia
| Constantino Constantinovich da Rússia | Pai: Constantino Constantinovich da Rússia                  | Avô paterno: Constantino Nikolaevich da Rússia | Bisavô paterno: Nicolau I da Rússia                       |
| Constantino Constantinovich da Rússia | Pai: Constantino Constantinovich da Rússia                  | Avô paterno: Constantino Nikolaevich da Rússia | Bisavó paterna: Alexandra Feodorovna (Carlota da Prússia) |
| Constantino Constantinovich da Rússia | Pai: Constantino Constantinovich da Rússia                  | Avó paterna: Alexandra Iosifovna               | Bisavô paterno: José de Saxe-Altemburgo                   |
| Constantino Constantinovich da Rússia | Pai: Constantino Constantinovich da Rússia                  | Avó paterna: Alexandra Iosifovna               | Bisavó paterna: Amélia de Württemberg                     |
| Constantino Constantinovich da Rússia | Mãe: Isabel Mavrikievna (Isabel Augusta de Saxe-Altemburgo) | Avô materno: Maurício de Saxe-Altemburgo       | Bisavô materno: Jorge de Saxe-Altemburgo                  |
| Constantino Constantinovich da Rússia | Mãe: Isabel Mavrikievna (Isabel Augusta de Saxe-Altemburgo) | Avô materno: Maurício de Saxe-Altemburgo       | Bisavó materna: Maria Luísa de Mecklemburgo-Schwerin      |
| Constantino Constantinovich da Rússia | Mãe: Isabel Mavrikievna (Isabel Augusta de Saxe-Altemburgo) | Avó materna: Augusta de Saxe-Meiningen         | Bisavô materno: Bernardo II de Saxe-Meiningen             |
| Constantino Constantinovich da Rússia | Mãe: Isabel Mavrikievna (Isabel Augusta de Saxe-Altemburgo) | Avó materna: Augusta de Saxe-Meiningen         | Bisavó materna: Maria Frederica de Hesse-Cassel           |